# Johann Christoph von Paar
Johann Christoph Freiherr von Paar († 1636) war zunächst Landespostmeister von Innerösterreich in Graz unter Erzherzog Ferdinand, dem späteren Kaiser Ferdinand II., und ab 1623 einziger und damit oberster Hofpostmeister unter Ferdinand und kaiserlicher Rat.

## Biografie
Er war der Sohn des Johann Baptist von Paar und der Afra Sidonie Freiin von Haim. 1622 kaufte er von Johann Jacob Magno das Hofpostamt in Wien und übernahm damit auch die Niederösterreichische Landespost, so dass das Innerösterreichische und Niederösterreichische Postwesen zusammengelegt waren. 1623 erhielt er alle damit verbundenen Privilegien bestätigt. 1624 wurde er auch mit dem Postwesen in Böhmen und Mähren belehnt. Die Bestätigung des Lehens erfolgte 1630 mit der Bestimmung, dass immer der älteste des Geschlechts sich obrister Erbpostmeister, die jüngeren nur Erbpostmeister nennen sollten. Am 1. Juni 1629 erhielt er auch den Lehnsbrief für das innerösterreichische Postamt, das er auch schon vorher verwaltet hatte.
Im Jahre 1636 wurde ihm auf der Kollegialtagung der Kurfürsten zu Regensburg versprochen, ihn in den Reichsgrafenstand zu erheben. Tatsächlich wurde aber erst der dritte Nachfolger, Karl, am 21. Oktober 1652 in den Grafenstand erhoben, so dass sich Johann Christoph von Paar selbst nicht mehr des Grafentitels bedienen konnte.
Paar heiratete Catharina Freiin von Herbersdorf, mit der er den Sohn Karl hatte.